# Дьордь Куртаг
Дьордь Куртаг (19 лютого 1926 , Луґож )(угор. Kurtág György) — угорський композитор.

## Біографія
Народився в Банаті, в єврейській родині. Починав вчитися музиці в Тімішоара, займаючись фортепіано у Магди Кардош (учениці Бели Бартока), потім теорією і композицією у Макса Ейзіковіца. Після Другої світової війни перебрався в Будапешт. Закінчив Будапештську музичну академію, учень Пала Кадоша (фортепіано), Шандора Верешша і Ференца Фаркаша (композиція), Лео Вайнера (камерний ансамбль). У консерваторські роки одружився зі своєю співученицею, піаністкою Мартою Куртаг, з якою відтоді понад півстоліття виступає дуетом.
У 1957–1958 роках жив у Парижі, навчався у Мессіана і Мійо. У цей час написав Струнний квартет, позначивши його як свій перший опус і присвятивши його психотерапевту Маріанні Штейн, яка допомагала йому подолати важку депресію.
З 1959 знову в Угорщині. У 1967–1986 викладав в Будапештській музичній академії, серед його учнів — міжнародно визнані піаністи Андраш Шифф і Золтан Кочіш. У 1993–1995 працював в Берліні, в 1995–1996 — у Відні.

## Творчість
Куртаг вільно володіє кількома мовами. Часто звертається до літературних джерел — поезії Сапфо, Гельдерліна, Блоку, Ахматової, Мандельштама, Цвєтаєвої, Аттіли Йожефа, Яноша Пілінського, Римми Далош-Трусової, проповідей Петера Борнеміси, прозі Кафки, драматургії Беккета.

## Визнання
Лауреат премії Кошута (1973, 1996). Член Баварської академії витончених мистецтв в Мюнхені (1987), Берлінської академії мистецтв (1987), почесний професор Королівської консерваторії в Гаазі (1996). Нагороджений Премією принца монакського (1993), премією Австрійської держави (1994), премією Ернста Сіменса (1998), австрійський почесний знак «За науку і мистецтво», премією Гельдерліна (2001), Премією Леоні Соннінг (2003), Премією Гравемайера, Золотою медаллю Королівського філармонічного товариства Великої Британії (2013).

## Твори

### Для інструментів соло
для фортепіано
- Сюїта для фортепіано в 4 руки (1950–1951)
- Elö-játékok (1973–1974)
- Játékok (Ігри) для фортепіано, фортепіано в 4 руки і двох фортепіано (9 томів, 1973–2017)
- Szálkák (1973–1978)
- 3 in memoriam (1988–1990)

для струнних
- …sospiri, gemiti… для віоли да гамба (2011)
- Hipartita для сольної скрипки (2000–2004)
- 29 Jelek, játékok és üzenetek (Знаки, ігри та повідомлення) для скрипки соло (1989–2004)
- 29 Jelek, játékok és üzenetek (Знаки, ігри та повідомлення) для альта соло (1998–2005)
- 19 Jelek, játékok és üzenetek (Знаки, ігри та повідомлення) для віолончелі соло (1987–2008)
- 4 Jelek, játékok és üzenetek (Знаки, ігри та повідомлення) для контрабаса соло (1999–2000)
- для духових
- 6 Jelek, játékok és üzenetek (Знаки, ігри та повідомлення) для флейти соло (1992–2005)
- 6 Jelek, játékok és üzenetek (Знаки, ігри та повідомлення) для гобоя соло (1997–2001)
- 6 Jelek, játékok és üzenetek (Знаки, ігри та повідомлення) для кларнета соло (1984–2001)
- 3 Jelek, játékok és üzenetek (Знаки, ігри та повідомлення) для фагота соло (1986–2001)
- Інші
- Cinque Merrycate для гітари соло (1962) (Скасовано)
- Лігатура та версети для органа (1990)
- Szálkák для цимбал (1973)

### Камерні ансамблі
Дуети
- 8 дуетів для скрипки та цимбал (1960)
- Tre pezzi для скрипки та фортепіано (1979)
- 13 Darab kem cimbalomra a Játékokból для двох цимбал (1982)
- Panaszos kérlelö для грамофона та фортепіано (1988)
- Tre pezzi для кларнета та цимбал (1996)
- Tre altri pezzifor кларнет і цимбал (1996)
- Játékok és üzenetek (ігри та повідомлення) для дуету духових (1998–2000)
- Jelek, játékok és üzenetek (Знаки, ігри та повідомлення) для струнного дуету (1978–2003)
- Négy Initium az Hommage à Jacob Obrecht-b -l для альта та віолончелі (2005)
- Триптих для двох скрипок (2007)

Тріо
- Поцілунок для пікколо, тромбону та гітари (1978)
- Багателі для флейти, фортепіано та контрабаса, аранжування Játékok (1981)
- Hommage à R. Sch. для кларнета (та басового барабана), альта та фортепіано (1990)
- Пам’яті Міріам Марбе для трьох блок-флейт (1999)
- Jelek, játékok és üzenetek (Знаки, ігри та повідомлення) для струнного тріо (1989–2005)

Струнний квартет
- Струнний квартет (1959)
- Hommage à András Mihály 12 мікролюдій для струнного квартету (1977–1978)
- Officium breve in memoriam Andreæ Szervánszky для струнного квартету (1988–1989)
- Aus der ferne III для струнного квартету (1991)
- Aus der Ferne V для струнного квартету (1999)
- Hommage à Jacob Obrecht для струнного квартету (2004–2005)
- 6 музичних моментів для струнного квартету (1999–2005)
- Zwiegespräch для струнного квартету та електроніки (співавтор з Джурджі Куртагом-молодшим) (1999–2006)

Інші квартети
- Ligatura-Message to Frances-Marie The Answered Unanswered Question, для віолончелі, двох скрипок та челести (1989)
- Életút  (Lebenslauf) для двох фортепіано (настроєні на чвертьтони один від одного) та двох бассетгорнів (1992)
- Rückblick De l'ancien et du nouveau pour quatre instrumentistes (труба, контрабас та клавішні) - Hommage à Stockhausen (1993)

Квінтети
- Духовий квінтет (1959)
- На згадку про Дьорджі Зільча для двох труб, двох тромбонів і туби (1975)

Інше
- Irka-firka születésnapra - Mihály Andrásnak для двох скрипок, двох альтів, віолончелі та контрабаса (1991)
- Játékok és üzenetek (Ігри та повідомлення) для духових, струнних клавіш та клавіатури (1992–2000)

### Для оркестру
- 24 Antiphonae (1970–1971, неповне)
- ΣΤΗΛΗ (Стела) для оркестру (1994)
- ... a Százévesnek - Hommage à Takács Jenő для малого струнного оркестру (2002)
- Sinfonia breve per archi - Fried Márta emlékére для малого струнного оркестру (2004)
- Új üzenetek zenekarra для оркестру (1998–2008)
- Brefs messages  (2010)
- Petite musique solennelle - En hommage à Pierre Boulez 90 для оркестру (2015)
- Mouvement  для альта та оркестру (1953–1954)
- Confessio концерт для фортепіано (1980-1986)
- ... quasi una fantasia ... для фортепіано та просторових інструментальних груп (1987–1988)
- Grabstein für Stephan для гітарних та просторових інструментальних груп (1978–1989)
- Подвійний концерт для фортепіано, віолончелі та двох просторових інструментальних груп (1989–1990)
- ... концерт ... для скрипки, альта та оркестр (2003)

### Вокальні твори
- Tánc dal для дитячого хору та фортепіано на текст Сандора Вереса (1950)
- Bornemisza Péter mondásai для сопрано і фортепіано на тексти, написані Петером Борнеміше (1963-1968)
- Egy téli alkony emlékére (4 фрагменти на вірші Паля Гуляша) для сопрано, скрипки та цимбали (1969)
- Négy capriccio для сопрано і камерного оркестру на тексти Іштвана Балінта (1959-1970)
- Négy dal Pilinszky János вірш для базового камерного оркестру (1975)
- Eszká-emlékzaj (7 пісень на вірші Дежьо Тандорі, для сопрано та скрипки (1974–1975)
- Herdecker Eurythmie "… sur des poèmes de Ellen Lösch", для спікера та тенора Віель (1979)
- Послання покійній Р. В. Трусовій 21 вірш Рімми Далос, для сопрано та ансамблю (1976–1980)
- Hét dal для сопрано та цимбали (або фортепіано) (1981)
- Stsenï iz romana 15 віршів Рімми Далос для сопрано, скрипки, контрабасу та цимбали (1979–1982)
- Вірш Három dal Pilinszky János для баса і фортепіано (1975–1986)
- Реквієм по другу для сопрано і фортепіано (1982–1987)
- Kafka-Fragmente для сопрано та скрипки (1985–1987)
- Három régi felirat для сопрано і фортепіано (1986–1987)
- Hölderlin : An...... для тенора і фортепіано (1988–1989)
- Семюел Беккет   : Що таке слово Siklós István tolmácsolásában Beckett Sámuel üzeni Monyók Ildikóval для сольного альто (спікер), п’ять голосів і просторових інструментальних груп (1990–1991)
- Семюел Беккет   : mi - це szó Siklós István tolmácsolásában Beckett Sámuel üzeni Monyók Ildikóval для голосу і піаніно (1990)
- Песни уныния и печали оп. 18 для подвійного змішаного хору та інструментів (1980–1994)
- Requiem der Versöhnung для солістів, хору та оркестру (1995)
- Üzenetek zenekarra для оркестру та мішаного хору (1991–1996)
- Hölderlin-Gesänge для соло-барітону (та інструментів) (1993–1997)
- ... pas à pas - частина нуля ... для барітону, ударних та струнного тріо (1993–1998)
- Einige Sätze aus den Sudelbüchern Георг Крістоф Ліхтенбергс переглянув версію сопрано та контрабасу (1996–1999)
- Esterházy Péter: Fancsikó és Pinta (Töredékek) - Bevezetés a Szépéneklés Müvészetébe I для сольного голосу, фортепіано та селести (1999)
- Colindă - Балада для тенора, два змішані хори та інструментальний ансамбль (2000–2007)
- Пісні на вірші Анни Ахматової для сопрано та ансамблю (1997–2008)

### А капела
- Klárisok для мішаного хору на вірш Аттіла Йозефа (1950)
- Omaggio a Luigi Nono, оп. 16 для хору (1979)
- Kórkép és Hattyudal для змішаного хору (1978–1981)
- József Attila-töredékek для сопрано соло (1981)
- Вершник для мішаного хору « Nyolc kórus Tandori Dezső» (1981–1984)

### Опера
- Кінець гри. Сцени та монологи, опера в одному акті (2018)